# Estonia en los Juegos Paralímpicos de Lillehammer 1994
Estonia estuvo representada en los Juegos Paralímpicos de Lillehammer 1994 por trece deportistas, once hombres y dos mujeres.

## Medallistas
El equipo paralímpico estonio obtuvo las siguientes medallas:
| Nombre      | Deporte        | Evento                        |
| ----------- | -------------- | ----------------------------- |
| Oro         |                |                               |
| —           |                |                               |
| Plata       |                |                               |
| —           |                |                               |
| Bronce      |                |                               |
| Vilma Nugis | Esquí de fondo | 5 km estilo libre B3 femenino |